# Williamsfield (Illinois)
Williamsfield es una villa ubicada en el condado de Knox en el estado estadounidense de Illinois. En el Censo de 2010 tenía una población de 578 habitantes y una densidad poblacional de 175,72 personas por km².

## Geografía
Williamsfield se encuentra ubicada en las coordenadas 40°55′36″N 90°1′5″O / 40.92667, -90.01806. Según la Oficina del Censo de los Estados Unidos, Williamsfield tiene una superficie total de 3.29 km², de la cual 3.29 km² corresponden a tierra firme y (0%) 0 km² es agua.

## Demografía
Según el censo de 2010, había 578 personas residiendo en Williamsfield. La densidad de población era de 175,72 hab./km². De los 578 habitantes, Williamsfield estaba compuesto por el 98.27% blancos, el 0.35% eran afroamericanos, el 0.17% eran amerindios, el 0.35% eran asiáticos, el 0% eran isleños del Pacífico, el 0% eran de otras razas y el 0.87% pertenecían a dos o más razas. Del total de la población el 0.52% eran hispanos o latinos de cualquier raza.